# Боубелс (аэропорт)
Муниципальный аэропорт Боубелс (англ. Bowbells Municipal Airport), (FAA LID: 5B4) — государственный гражданский аэропорт, действующий с 1969 года. Расположен в 1,6 километрах к северу от центрального города Боубелс, США.

## Операционная деятельность
Муниципальный аэропорт Боубелс занимает площадь в 6 гектар, расположен на высоте 596 метров над уровнем моря и эксплуатирует взлётно-посадочную полосу:
- 8/26размерами 884 x 61 метров с торфяным покрытием.

За период с 21 сентября 2011 года по 21 сентября 2012 года Муниципальный аэропорт Боубелс обработал 260 (22 в месяц) операций взлётов и посадок воздушных судов:
- местная авиация общего назначения — 100 (38 %)
- транзитная авиация общего назначения — 150 (58 %)
- аэротакси — 10 (4 %)[1][источник не указан 604 дня].

## Факты
3 воздушных судна базируются на территории аэропорта:
- одномоторный — 3[1][источник не указан 604 дня].